# Oenothera howardii
Oenothera howardii är en dunörtsväxtart som först beskrevs av A. Nels., och fick sitt nu gällande namn av Warren Lambert Wagner. Oenothera howardii ingår i släktet nattljussläktet, och familjen dunörtsväxter. Inga underarter finns listade i Catalogue of Life.

## Bildgalleri

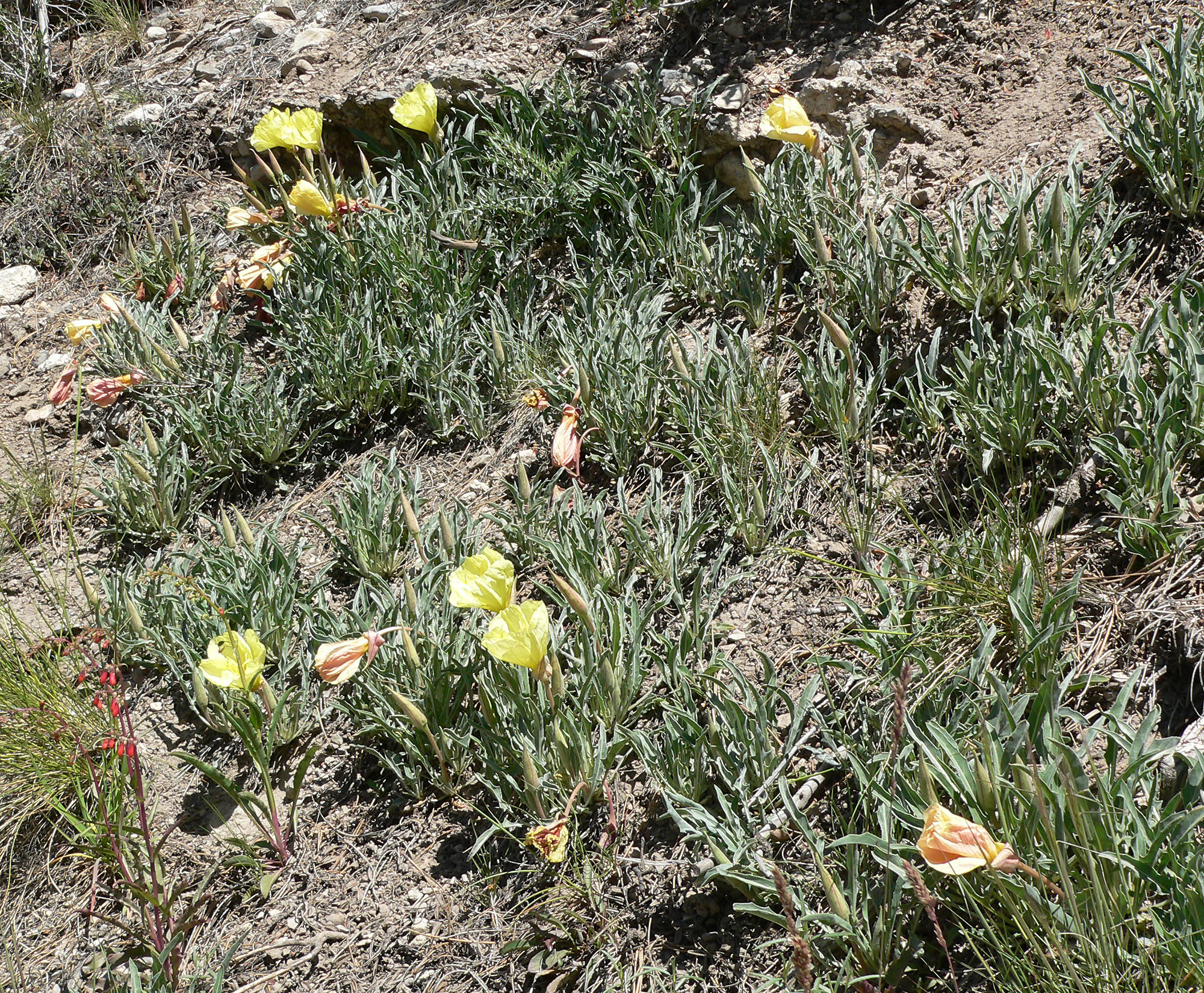
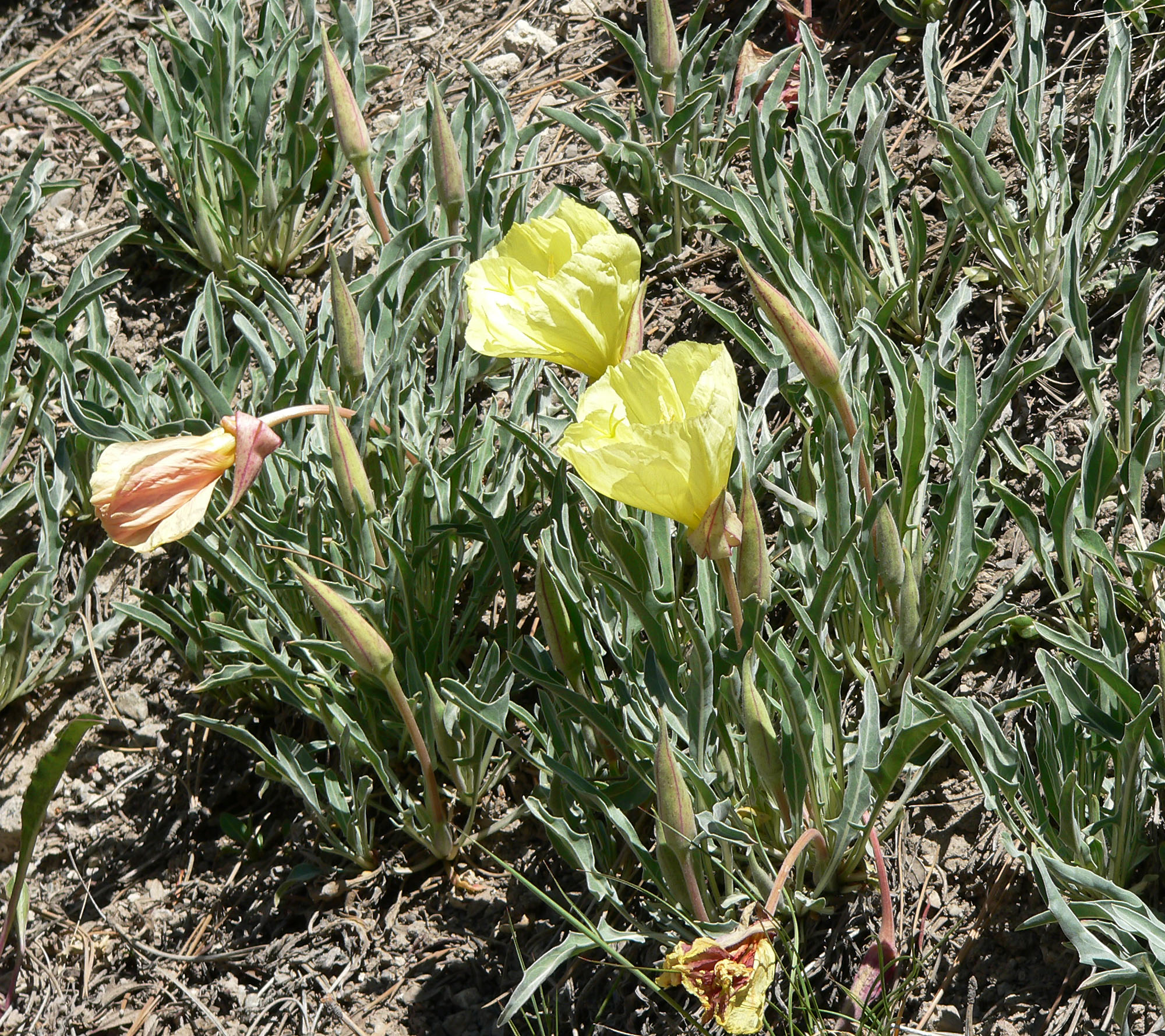
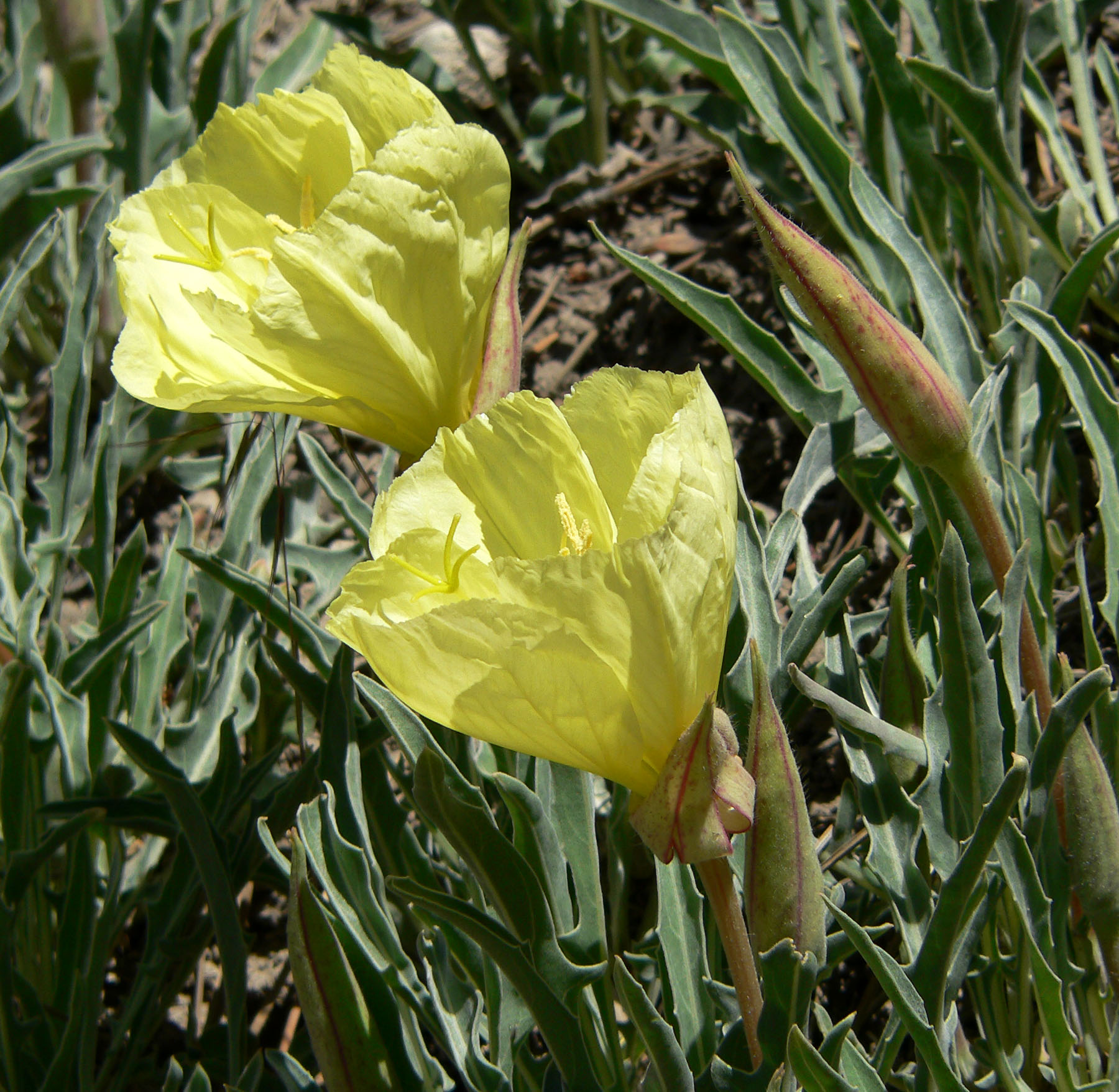
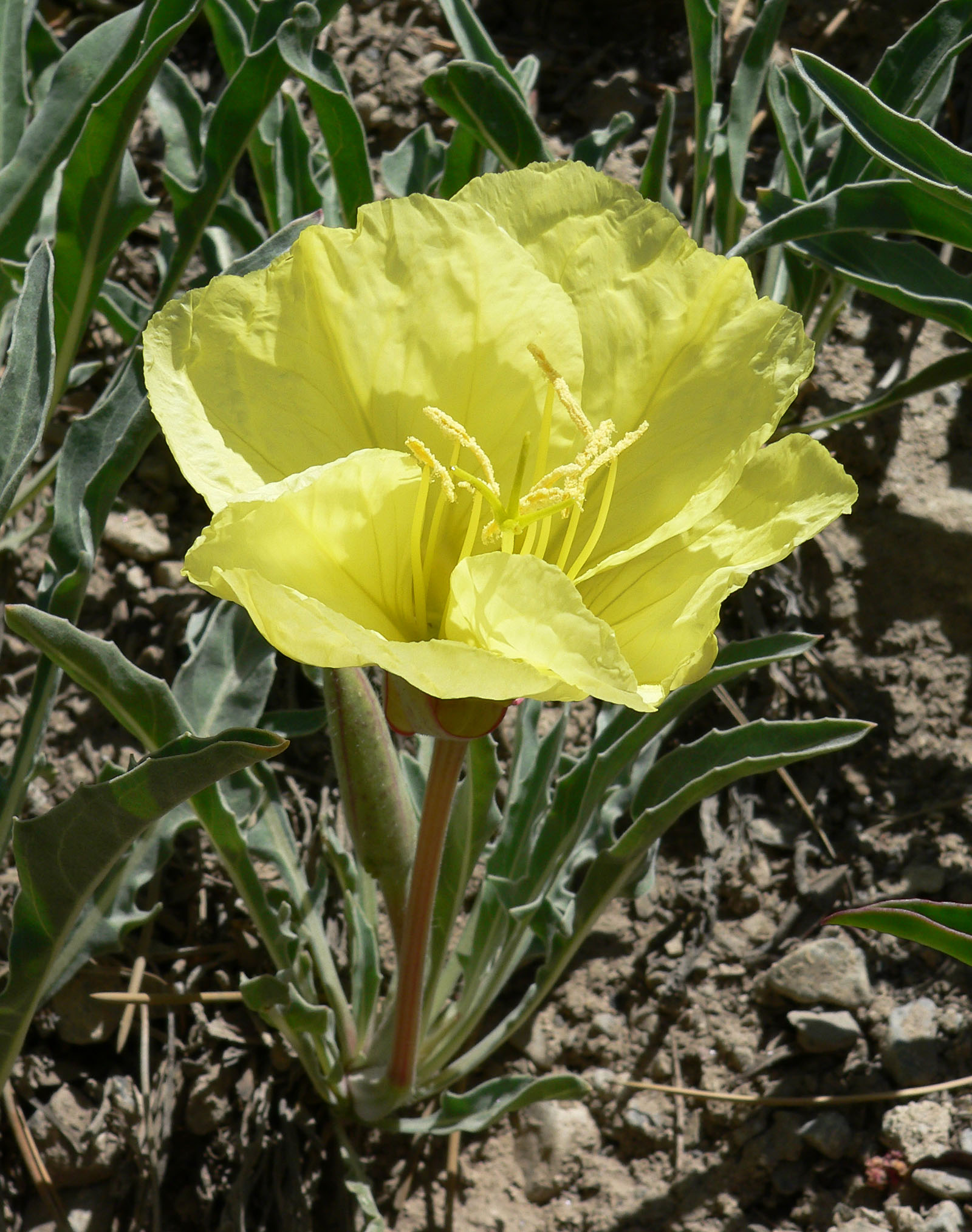
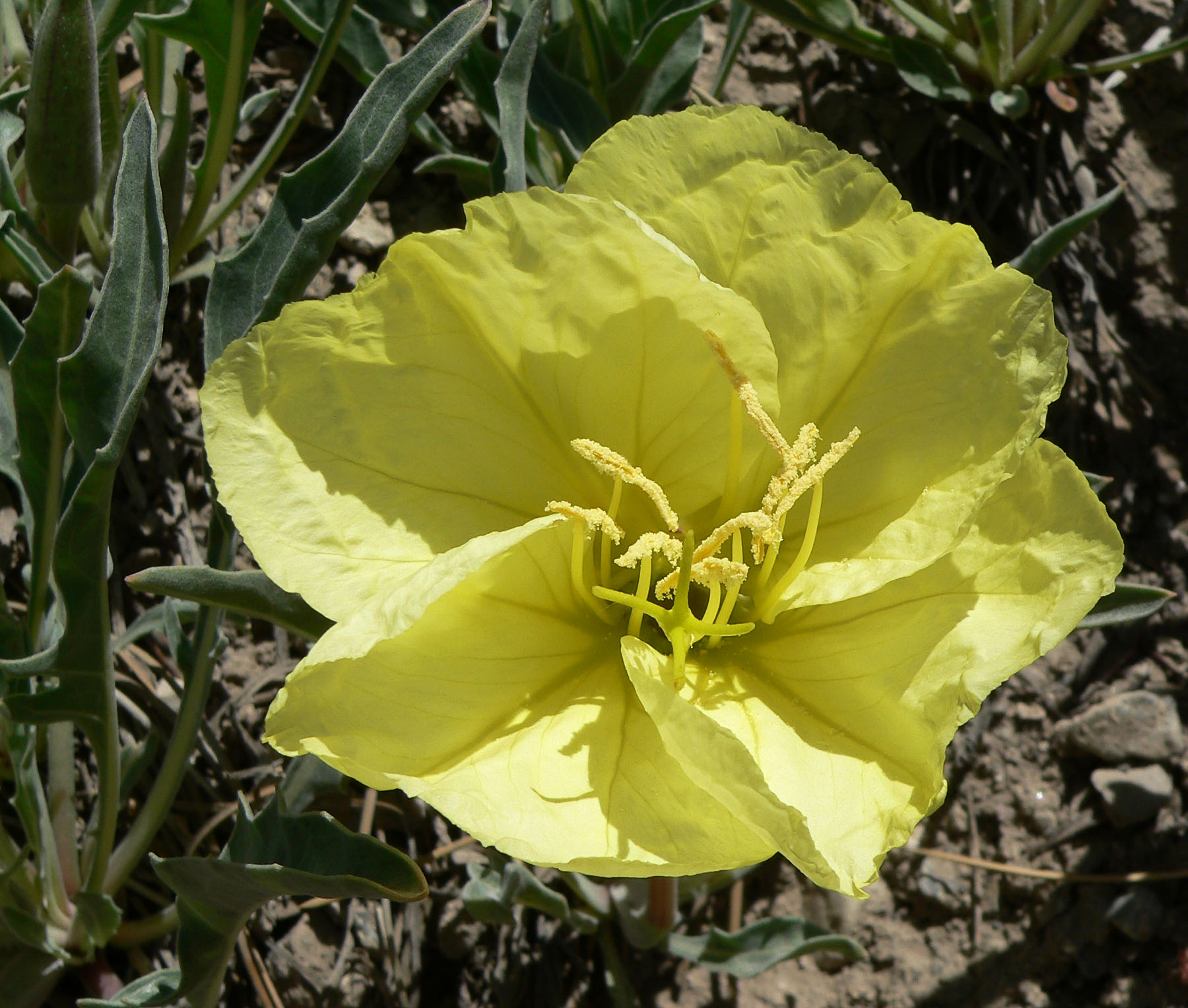
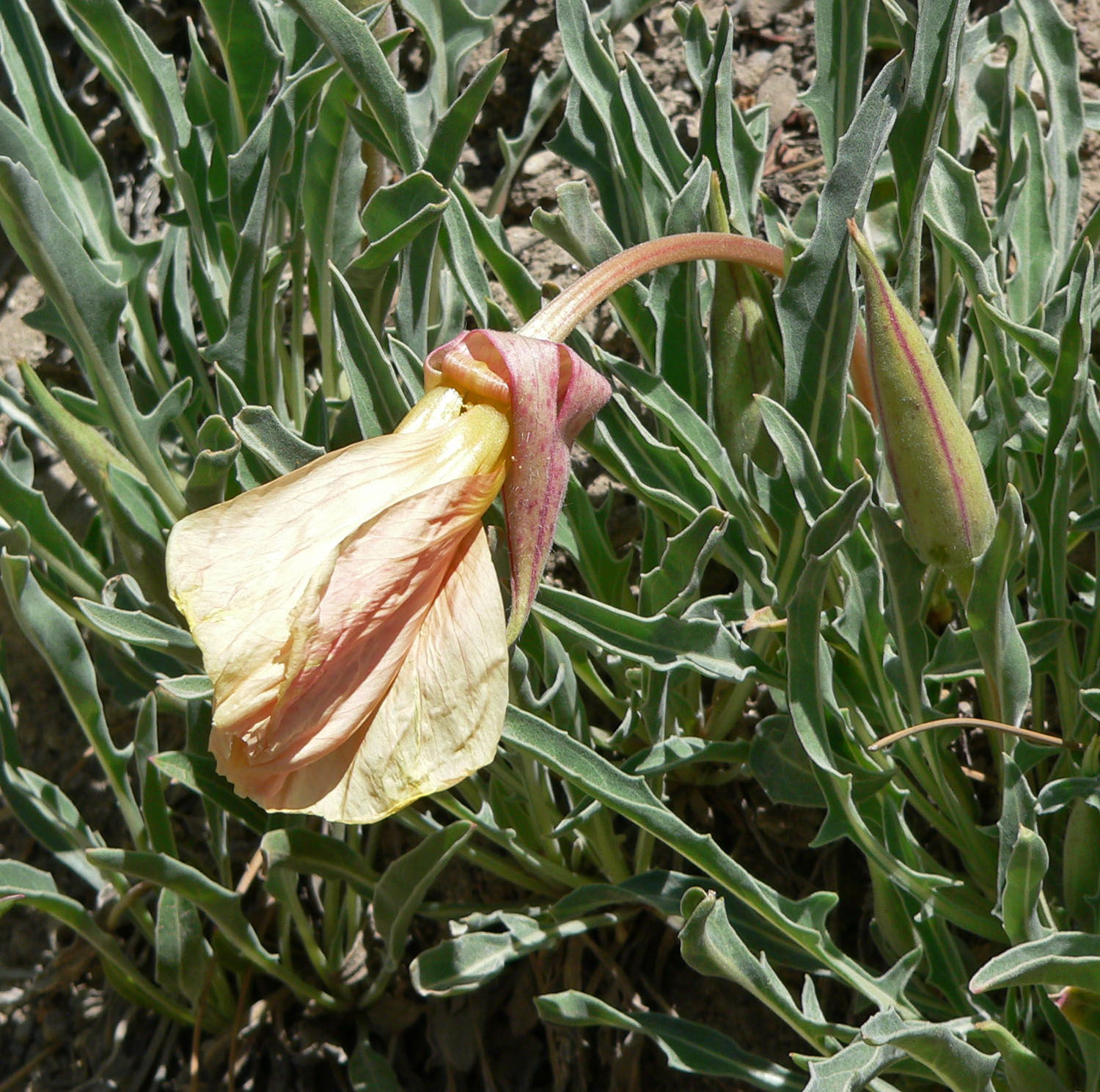